# Heike Henning

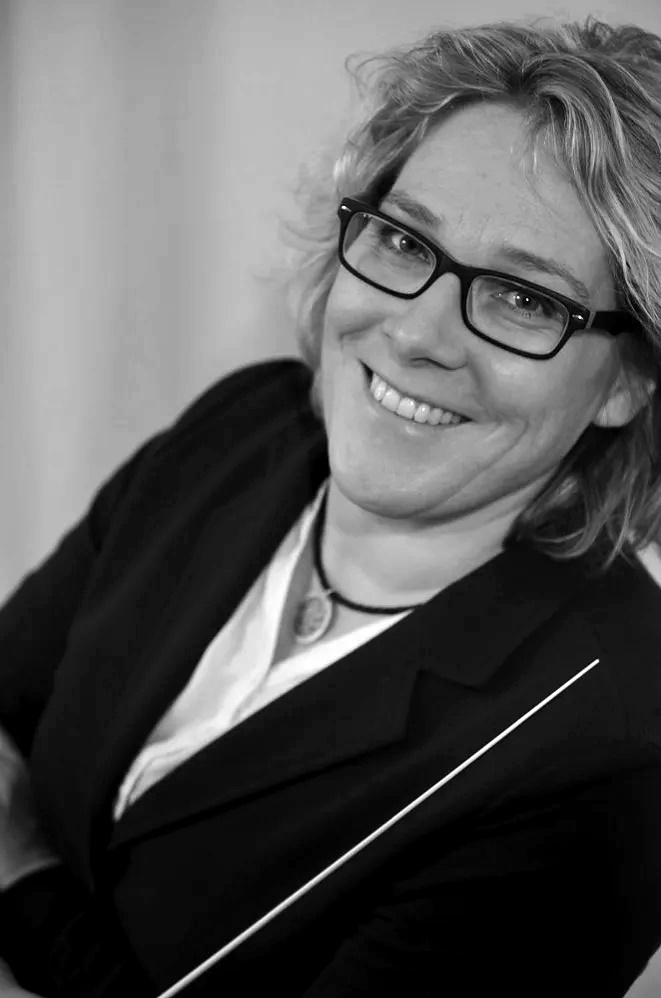
Heike Henning (2021)

Heike Henning (* 27. Dezember 1974 in Stuttgart) ist eine deutsche Musikpädagogin, Chorpädagogin, Universitätsprofessorin für Instrumental- und Gesangspädagogik sowie Chorleiterin.

## Werdegang
Heike Henning studierte Kirchen- und Schulmusik (erstes und zweites Staatsexamen) und absolvierte ein Erweiterungsstudium im Fach Medienpädagogik sowie ein Promotionsstudium im Fach Musikpädagogik. Sie ist seit 2015 Professorin für Instrumental- und Gesangspädagogik an der Universität Mozarteum Salzburg, Department für Musikpädagogik Innsbruck und gilt zudem als international gefragte Expertin für Kinderchorleitung und Chorpädagogik. Ihre Forschungsschwerpunkte liegen im Bereich chorpädagogischer Praxis und in der instrumental- und vokaldidaktischen sowie allgemein musikpädagogischen Entwicklungsforschung. Neben ihrer Lehre und Forschung an Universitäten und Hochschulen pflegt sie eine rege Vortrags- und Fortbildungstätigkeit. Sie war Stipendiatin des Bayerischen Staatsministeriums für Wissenschaft und Kunst.

## Chorpädagogische Arbeit
Heike Henning ist eine internationale Dirigentin und Leiterin verschiedener Chöre unterschiedlicher Gattungen. Ihr besonderer Schwerpunkt liegt im Bereich der Kinder- und Jugendchorleitung. Im Kontext chorpädagogischer Praxis mit Kindern im Grundschulalter verfasste sie 2014 ihre Dissertation an der Hochschule für Musik Würzburg. Seit 2018 ist Heike Henning auch als Leiterin des Zentrums für chorpädagogische Forschung und Praxis (ZECHOF) der Universität Mozarteum am Haus der Musik in Innsbruck tätig. Von 2008 bis 2019 war sie Dozentin für Instrumental- und Vokalpädagogik sowie Lehrkraft für besondere Aufgaben (Fachgebiet Vokalpädagogik/Kinderchorleitung und Kinderstimmbildung) an der Hochschule für Musik Nürnberg, wo sie die Kinder- und Jugendchöre Die jungen Meistersinger der Hochschule für Musik Nürnberg gründete und die Chöre viele Jahre künstlerisch-pädagogisch betreute.

### Zentrum für chorpädagogische Forschung und Praxis (ZECHOF)

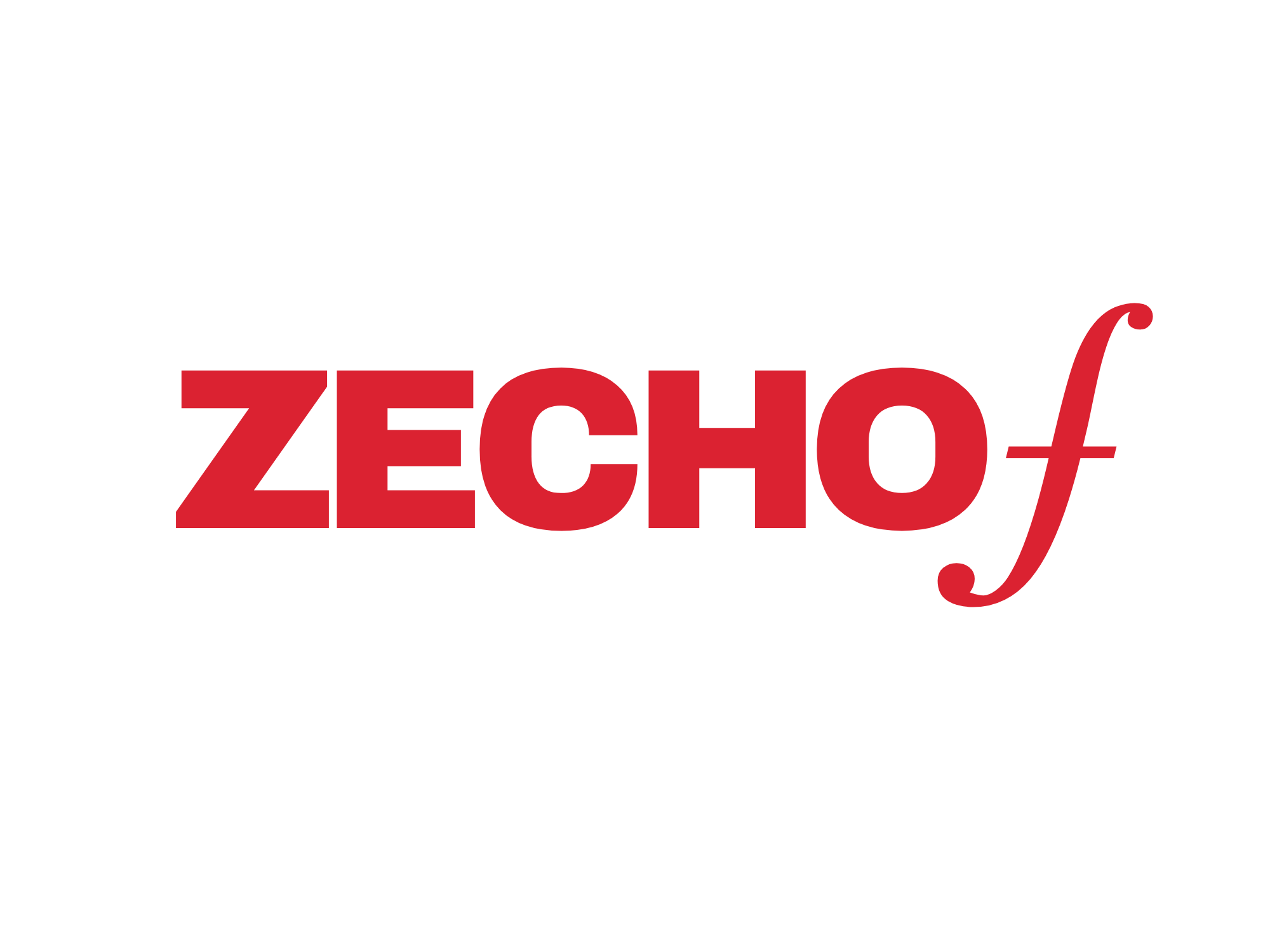
ZECHOF (2019)

Das Zentrum für chorpädagogische Forschung und Praxis (ZECHOF) der Universität Mozarteum Salzburg, Department für Musikpädagogik Innsbruck wurde im Jahr 2018 gegründet. Seit der offiziellen Eröffnung am 19. Juni 2020 im Haus der Musik in Innsbruck widmet sich das ZECHOF sämtlichen Fragen rund um das Chorsingen und der Chorpraxis im Allgemeinen mit der Zielsetzung, das weite und wichtige Themenfeld der Chorpädagogik in vielfältiger Weise zu erforschen und proaktiv weiterzuentwickeln. So werden einerseits chorpädagogische Themen systematisch untersucht und andererseits chorpraxisorientierte Projekte, chorbezogene Workshops und Veranstaltungen durchgeführt und für sämtliche Interessierte geöffnet.
Die vier Säulen des ZECHOFs:

#### Chorpädagogische Forschung
Das Forschendenteam rund um Heike Henning beschäftigt sich mit diversen Fragen rund um das Chorsingen, das Chorleiten, die Chorsängerinnen und Chorsänger und die Chorpraxis im Allgemeinen. Seit der Gründung des ZECHOFs konnten mehrere Studien in den oben genannten Bereichen durchgeführt und publiziert werden.

#### Chorpädagogische Praxis
In den unterschiedlichsten Veranstaltungsformaten sollen neben professionellen Chorpädagogen und Lehrenden auch Studierende und interessierte Laien angesprochen werden. Das ZECHOF organisiert regelmäßig Community-Music-Projekte wie unter anderem einen Open Choir.

#### Qualifizierung
Ein Ziel des ZECHOFs ist es, der differenzierten Chorlandschaft in Tirol kostenfreie und hochwertige Qualifizierungsmöglichkeiten zu bieten. Durch die Öffnung der Qualifizierungsangebote für sämtliche Interessierte profitieren auch alle bereits als Chorleiter tätigen Personen und solche, die in diesem Berufsfeld (auch ohne Musikstudium) arbeiten möchten.

#### Vernetzung
Bei kleineren Workshops und Vorträgen, aber auch bei großen Symposien, welche ein Wochenende lang zahlreiche Menschen unter einem bestimmten Aspekt und Schwerpunkt zusammenbringen, bietet das ZECHOF den Teilnehmenden die Möglichkeit, sich mit Menschen aus dem Profi- oder auch aus dem Amateurbereich auszutauschen und zu vernetzen. Die Veranstaltungen des ZECHOF finden ein bis zwei Mal pro Monat sowohl online als auch direkt im Haus der Musik in Innsbruck statt.

## Publikationen (Auswahl)
- (Hg.): All inclusive?! – Aspekte einer inklusiven Musik- und Tanzpädagogik: Innsbrucker Perspektiven zur Musikpädagogik. Waxmann 2020
- Die Kunst des Chorbegleitens – Klavierpraxis aus chorpädagogischer Perspektive In: Blum, Reinhard und Steiner, Johannes (Hg.): Klavierpraxis im Fokus des modernen Musikunterrichts: Innsbrucker Perspektiven zur Musikpädagogik. Waxmann 2019
- mit Ralser, Carolin: Wege zum Erfinden von Musik - Kompositionspädagogische Praxis im Instrumentalpädagogik-Studium: Elementares Komponieren mit Volksschulkindern. In: Losert, Martin (Hg.): Anregen - vertiefen - ausbilden. LIT-Verlag 2017
- Kindgerechtes Singen in der Grundschule. Workshop in: Grundschule Musik, Heft 84/4. Quartal 2017
- mit Biegholdt, Georg: Ein Weihnachtslied geht um die Welt - Ein Lied singen und gestalten. In: Grundschule Musik, Heft 84/4. Quartal 2017
- Wer bin ich – und wenn ja, wie viele? Versuch einer Verortung der Kompositionspädagogik bei einem Symposium an der Salzburger Universität Mozarteum. In: nmz, 6/2017
- Ganzkörperlich Lieder lernen. In: Chorzeit. Das Vokalmagazin, Nr. 34, Januar 2017.
- Finster, finster. Ein unheimlich schöner Kanon. In: Grundschule Musik, Heft 79/2016.
- Singen mit Kindern zu Beginn des 21. Jahrhunderts – Einblick und Perspektiven In: Schmid, Silke (Hg.): Musikunterricht(en) im 21. Jahrhundert. Begegnungen – Einblicke – Visionen., Augsburger Schriften, 125, Wißner-Verlag, Augsburg 2015.
- Stimmbildung und Singen mit Kindern. Ein Workshop für Lehrende. In: Grundschule Musik, Heft 72/4. Quartal 2014.
- Alles außer gewöhnlich – Musikbezogene Integration als Glückssache? In: Fuchs, Michael: Außer-gewöhnlich? Wege im Umgang mit dem Besonderen, Logos, Berlin 2014.
- Überlegungen zu einer grundschulorientierten Musikpädagogik In: Diskussion Musikpädagogik, Heft 59. Hildegard-Junker Verlag. 3. Quartal 2013.
- Musikunterricht im 21. Jahrhundert. Ein Interview mit Helga Boldt, Peter Knodt, Beat Hofstetter, Ulrich Mahlert und Andreas Lehmann-Wermser In: AfS-Magazin, Heft 35/2013.
- Künstler in die Schulen? In: üben und musizieren, Februar/März 2013.
- Die Schule mit Musik aufladen. Ein Gespräch mit dem Journalisten und Filmemacher Reinhard Kahl In: nmz, 12/12-1/13. 2013
- Kolibri. Das Liederbuch 1-4, Schroedel 2013.
- Die "Entdeckung des Kindes" im 20. Jahrhundert. Anmerkungen zur Professionalisierung der vokalpädagogischen Praxis mit Kindern.  In: Busch, Barbara; Henzel, Christoph (Hg.): Kindheit im Spiegel der Musikkultur. Eine interdisziplinäre Annäherung, Wißner, Augsburg 2012.
- Singen wie die Mönche im Mittelalter. Einblicke in und Übungen zur relativen Solmisation In: Grundschule Musik, Heft 64/2012, S. 25–27.